# Emile Cantor
Emile Cantor, Emile Cantor Samama, (* 1955 in Apeldoorn, Niederlande) ist ein niederländischer Bratschist und Hochschullehrer.

## Leben und Wirken
Bereits im Alter von vier Jahren lernte Emile Cantor bei Qui van Woerdekom, Henk Knol und Jaap Schroeder Geige zu spielen. Mit vierzehn Jahren wechselte er zur Bratsche, deren Klang ihn stark beeindruckte, und studierte von 1973 bis 1975 am Pariser Konservatorium bei Professor Serge Collot, der ihn wohl am meisten beeinflusste, und erhielt im Jahr 1975 den Premier Prix nommé.
Emile Cantor war Solo-Bratschist beim niederländischen Kammerorchester Nederlands Kamerorkest unter Szymon Goldberg und David Zinman, dem Philharmonischen Orchester Kopenhagen, dem Orchestre National du Capitole de Toulouse unter Michel Plasson und von 2003 bis April 2013 im Aarhus Symphonie Orchester in Dänemark.
18 Jahre war er Mitglied der Düsseldorfer Symphoniker und gründete in dieser Zeit im Jahr 1987 zusammen mit den Violinisten Charles-André Linale, der 2003 im Alter von 45 Jahren an den Folgen eines schweren Autounfalls starb, und Emilian Piedicuta sowie dem Cellisten Laurentiu Sbarcea das Orpheus Quartet. Das Quartett erhielt erste Preise bei internationalen Wettbewerben in Rom, München und Osaka. Zusammen mit dem belgischen Pianisten Philippe Terseleer gründete Cantor 1994 den Konzertzyklus „Correspondances“, der versucht Literatur, Architektur und bildende Kunst in einem historischen Kontext mit Musik zu verbinden. 
Nicht weniger als 15 Werke für Bratsche wurden Cantor zugeeignet und von ihm selbst uraufgeführt. Er war Mitglied internationaler Jurys in den Wettbewerben Maurice Vieux, Walter Witte, International Max Rostal Competition, Internationaler Musikwettbewerb der ARD für Viola (2×), London International String Quartet Competition (3×) und Jugend musiziert für Kammermusik.
Seit 1986 unterrichtete er, zunächst an der Musikhochschule Trossingen und an der Hochschule für Musik und Tanz Köln – Standort Aachen. Von 1992 bis 1999 war Cantor Professor für Bratsche an der Hochschule für Musik Mainz an der Johannes Gutenberg-Universität und erhielt im Jahr 1999 einen Ruf an die Folkwang Universität der Künste in Essen-Werden, wo er bis 2021 als Professor eine Meisterklasse für Viola leitete und Prodekan des Fachbereichs 1 war. Derzeit ist Cantor weiterhin mit einem Lehrauftrag an der Folkwang beschäftigt.
Seit 2002 ist Cantor ebenfalls assoziierter Professor am Conservatori del Liceo in Barcelona. Seit 1988 war er weiterhin Dozent des Bundesjugendorchesters (BJO) und ist als Musikpädagoge bei internationalen Meisterkursen in Deutschland, Spanien, Belgien, der Slowakei, Aserbaidschan, der Schweiz, Dänemark und in Schweden tätig.

## Familie
Emile Cantor stammt aus einer musikalischen jüdischen Familie. Sein Großvater mütterlicherseits war der niederländische Professor für Philosophie und Strafrecht Leo Polak (1880–1941), der ein versierter Pianist war und im Dezember 1941 im KZ Sachsenhausen umkam. Cantors Mutter ist die Mensendieck-Therapeutin Annie Leontine (Ans) Samama-Polak, die Autorin des Buches „Musik ohne Schmerzen“ und Amateurcellistin ist. Sein Vater Sylvio Samama war Konzertmanager und sein Bruder David sang im Amsterdamer Synagogenchor. Cantors Bruder Leonard Guillaume (Leo) Samama ist ein niederländischer Komponist und Musikwissenschaftler und verheiratet mit der niederländischen Flötistin Noor Kamerbeek.

## Diskografie
- Malipiero* (2 CD), Orpheus String Quartet - The 8 String Quartets, ASV Digital, 1987
- Malipiero* (2 CD), Orpheus String Quartet -  String Quartets Complete, Brilliant Classics, 1991
- Debussy, Ravel & Dutilleux (CD, Album), Orpheus String Quartet, Channel Classics, 1992
- Franz Schubert - Pieter Wispelwey - String Quintet In C Major Opus 163, (CD, Album),  Orpheus Quartet*, Channel Classics, 1994
- String Quartets By Schubert, Beethoven & Veress, (CD, Album), Orpheus String Quartet, K&K Verlagsanstalt, 2002
- Musica A Quattro For Violin, Viola, Cello & Piano, (CD), Orpheus String Quartet, Jacqueline Fontyn - Chamber Music, Cypres, 2004